# Kōji Fukiya
 (février 2021).
La mise en forme du texte ne suit pas les recommandations de Wikipédia : il faut le « wikifier ».
Les points d'amélioration suivants sont les cas les plus fréquents. Le détail des points à revoir est peut-être précisé sur la page de discussion.
- Les titres sont pré-formatés par le logiciel. Ils ne sont ni en capitales, ni en gras.
- Le texte ne doit pas être écrit en capitales (les noms de famille non plus), ni en gras, ni en italique, ni en « petit »…
- Le gras n'est utilisé que pour surligner le titre de l'article dans l'introduction, une seule fois.
- L'italique est rarement utilisé : mots en langue étrangère, titres d'œuvres, noms de bateaux, etc.
- Les citations ne sont pas en italique mais en corps de texte normal. Elles sont entourées par des guillemets français : « et ».
- Les listes à puces sont à éviter, des paragraphes rédigés étant largement préférés. Les tableaux sont à réserver à la présentation de données structurées (résultats, etc.).
- Les appels de note de bas de page (petits chiffres en exposant, introduits par l'outil «  Source ») sont à placer entre la fin de phrase et le point final[comme ça].
- Les liens internes (vers d'autres articles de Wikipédia) sont à choisir avec parcimonie. Créez des liens vers des articles approfondissant le sujet. Les termes génériques sans rapport avec le sujet sont à éviter, ainsi que les répétitions de liens vers un même terme.
- Les liens externes sont à placer uniquement dans une section « Liens externes », à la fin de l'article. Ces liens sont à choisir avec parcimonie suivant les règles définies. Si un lien sert de source à l'article, son insertion dans le texte est à faire par les notes de bas de page.
- La présentation des références doit suivre les conventions bibliographiques. Il est recommandé d'utiliser les modèles {{Ouvrage}}, {{Chapitre}}, {{Article}}, {{Lien web}} et/ou {{Bibliographie}}. Le mode d'édition visuel peut mettre en forme automatiquement les références.
- Insérer une infobox (cadre d'informations à droite) n'est pas obligatoire pour parachever la mise en page.

Pour une aide détaillée, merci de consulter Aide:Wikification.
Si vous pensez que ces points ont été résolus, vous pouvez retirer ce bandeau et améliorer la mise en forme d'un autre article.
Fukiya Kōji (蕗谷虹兒, Kōji Fukiya),  né le 2 décembre 1898 et mort le 6 mai 1979, est un illustrateur, poète et réalisateur de films d'animation. Il est l'inventeur du terme peinture lyrique (抒情画, jojō-ga).

## Biographie
Né le 2 décembre 1898 à Mizuhara-chō, Kitakanbara-gun (aujourd'hui Agano-shi), préfecture de Niigata, de son vrai prénom Kazuo.
À en croire ses romans autobiographiques "Hanayome-ningyō" et "Otome Tsuma", son père Denmatsu était le fils du propriétaire du "Sanden", un comptoir maritime qui avait été chargé de l’accueil à dans le port de Niigata des “kitamaebune”, ces premiers bateaux étrangers autorisés à accoster au Japon. L’entrepôt était situé dans la rue éponyme près de l'embouchure de la rivière Shinano dans la ville de Niigata (l'actuel quartier Chuo de la ville de Niigata). 
Son père est un habitué de l’établissement de bains voisin, il y fait la rencontre de Etsu Shinbo et il tombe amoureux de celle qui, à ses yeux, ressemble à une poupée de Kyoto. Devenus amants, ils fuient ensemble à Mizuhara-chō. Le 2 décembre 1898, Etsu Shinbo donne naissance à un fils, Kōji. Elle est alors âgée de 15 ans. Denmatsu qui a alors 19 ans ouvre une imprimerie, qui fait faillite. En mars 1899, Denmatsu confie son fils à ses parents et devient journaliste au Niigata Chuō Shimbun, aujourd'hui le Niigata Nippo. 
Après la naissance de leur deuxième fils en mars 1902, Torao, la famille se réunit et déménage plusieurs fois .
Kōji est initié à la peinture en 1907, il commence à copier les peintures de Takehisa Yumeji. Sa mère décède alors qu’il est âgé de 12 ans. Devenu apprenti, il poursuit son apprentissage du dessin. En 1912, sur la recommandation du futur maire de Niigata, Ichisaku Sakurai qui a remarqué le talent du jeune homme, il entre dans l’atelier de Otake Chikuha à Niigata, puis à Tokyo. 
En 1919, il entre comme designer à la Nippon-America Design Company.
En 1920, présenté au rédacteur en chef Masaru Mizutani, du magazine Shōjo gahō, il fait ses débuts comme illustrateur sous le pseudonyme de Kōji Fukiya. Les illustrations qu'il réalise pour le roman Hana monogatari de Nobuko Yoshiya sont remarquées, il est choisi pour illustrer le roman suivant de Nobuko Yoshiya publié en série dans Asahi Shimbun, et gagne en célébrité.
Ses couvertures et ses illustrations pour des magazines tels que Shōjo gahō, Rejo-kai et Shōjo Club rencontrent le succès.
En février 1924, il publie dans Rejo-kai un poème accompagné d’une illustration : la "Poupée de la mariée" 「花嫁人形」, qui deviendra plus tard une chanson pour enfants sur une mélodie composée par Sugiyama Haseo restera comme son chef-d'œuvre. Il publie ensuite neuf autres recueils de poèmes et de dessins. Il nomme son style "Peinture lyrique".
En 1925, il se rend à Paris pour étudier la peinture et est sélectionné au Salon d'Automne de la Société Nationale des Beaux-Arts. Il se lie d'amitié avec les peintres japonais Tsugouharu Foujita et Seiji Togo.
En 1929, il rentre au Japon pour rembourser les dettes de l'entreprise familiale qui a fait faillite. 
En 1935, il publie un recueil de poèmes et de dessins, intitulé la "Poupée de la mariée". 
En 1943, artiste invité à la 3e exposition d'art organisée par la Dai Nippon Aviation Art Association, il expose son "Tenhei Shinsuke". Après la guerre, il reprend en main la rédaction de divers magazines et réalise des illustrations pour plus de 20 livres d'images.
En 1954, il participe à la création du Toei Animation Studio, le premier grand studio d'animation du Japon.
Le 5 avril 1958, il réalise le premier film d'animation en couleur de la Toei Animation, "Yumemi-Doji" (dont il assure la réalisation, les dessins originaux et le montage) puis compose la première mouture du premier long métrage d'animation couleur "Le Serpent blanc" (白蛇伝). Il contribue au développement de la technologie d'animation aux débuts de la Toei. 
Miyazaki Hayao raconte son admiration pour le film "Le Serpent blanc" (白蛇伝) quand il a rejoint Toei Dōga. Dans son autobiographie, Boku wa Manga-ka (Je suis un artiste de manga), Osamu Tezuka  écrit également s'être inspiré du Serpent blanc  et que ce film avait décidé du choix de sa carrière. 
En 1966, le maire de Niigata inaugure un monument célébrant le poème la "Poupée de la Mariée" à Nishihoridori, au centre ville de Niigata, où il est écrit: "Enfant, j'ai vécu dans la pauvreté près d'Italia-shoji. À 15 ans, je suis né sous le nom de Kôji, cherchant dans les rues de Nishibori où vaquent les geiko, la trace vivante de ma mère décédée dans la fleur de l'âge à 29 ans. Ces vers sont nés alors que je m'attardais songeur, devant Italia-ken. Mon poème mis en musique par Sugiyama Haseo et aujourd'hui chanté  comme un chef-d'œuvre, est tout entier rempli de cette mélancolie.
Kōji et son épouse sont les invités d'honneur de la cérémonie et 40 élèves de l'école primaire Ohata où Kōji avait été scolarisé chantent pour l'occasion la chanson de la "Poupée de la Mariée". 
En 1968,  Yukio Mishima rend hommage au talent de Kōji, qui a illustré sa nouvelle  "L'Histoire au Cap" 岬にての物語.
En 1973,  la 5e exposition personnelle de Fukiya Kōji a lieu dans la galerie du grand magasin Odakyu à Shinjuku. 
En 1979, il meurt à 80 ans d'une insuffisance cardiaque. Dans le journal qu'il laisse sur son bureau après sa mort, il raconte comment il se sent coupable de la mort prématurée de sa mère et écrit son espoir de la retrouver dans l'autre monde.
En 1987, le musée Fukiya Kōji,est inauguré à côté de la maison de la famille maternelle de Kōji à Shibata.
Afin de diffuser la chanson "Poupée de la mariée", un concours national de chorale est organisé dans la ville, elle a lieu tous les ans  depuis 1998.
En 2021, l'exposition Fukiya Koji célèbre le 110e anniversaire de la fondation de la communauté des personnes originaires de Niigata habitant à Tokyo.